# Phytosus caribeanus
Phytosus caribeanus är en skalbaggsart som beskrevs av Haghebaert 1993. Phytosus caribeanus ingår i släktet Phytosus och familjen kortvingar. Inga underarter finns listade i Catalogue of Life.